# Por, Vayots Dzor
Por là một đô thị thuộc tỉnh Vayots Dzor, Armenia. Dân số ước tính năm 2011 là 130 người.